# Năng lượng gốc
Năng lượng gốc (viết tắt là NLG), hay gọi đầy đủ là Năng lượng gốc trống đồng Việt Nam, là một trào lưu y học năng lượng, dùng trường năng lượng chữa bệnh từ xa ở Việt Nam do Lê Văn Phúc, một Việt kiều ở Mỹ khởi xướng. Những người chủ trương phương pháp này nói họ "nhận năng lượng gốc từ ngoài không gian đưa vào cơ thể" để hỗ trợ chữa lành nhiều loại bệnh từ ung thư đến COVID-19.
Hình thức "chữa bệnh" này đã thu hút hàng chục nghìn người trên các nền tảng như Facebook, YouTube theo dõi, đăng ký tham gia, trong khi vẫn chưa có một nghiên cứu chính thức nào chứng minh tính hiệu quả của nó.

## Bối cảnh
Lê Văn Phúc sinh ngày 15 tháng 8 năm 1956 tại huyện Nhơn Trạch, tỉnh Đồng Nai. Ông là Việt kiều Mỹ hiện sinh sống ở Quận Cam, Dublin, California. Năm 1978, ông Phúc sang Mỹ định cư. Trước khi sang Mỹ, ông Phúc chưa học hết bằng phổ thông ở Việt Nam. Tại Mỹ, ông có thời gian dài làm ở tiệm giặt là và tiệm nail.

## Lịch sử
Từ năm 2009 đến năm 2013, Lê Văn Phúc tìm hiểu về tâm linh và chữa bệnh bằng tâm linh tại Thư viện Tâm linh, California (Mỹ). Từ năm 2014–2018, ông đi truyền bá các phương pháp "năng lượng gốc" tại Mỹ, Bỉ, Nhật Bản và Hàn Quốc. Năm 2018, Lê Văn Phúc thành lập tổ chức phi lợi nhuận Năng lượng gốc (NLG) tại Texas, Mỹ.
Từ năm 2016 đến tháng 4 năm 2021, Lê Văn Phúc liên tục về Việt Nam, thông qua số học viên Năng lượng gốc để liên hệ, kết nối với một số đơn vị, tổ chức truyền bá, giới thiệu, tổ chức các lớp học Năng lượng gốc.
Ngày 1 tháng 6 năm 2020, Trung tâm tư vấn ứng dụng tiềm năng con người Thành phố Hồ Chí Minh thuộc Viện Nghiên cứu và ứng dụng tiềm năng con người ra quyết định bổ nhiệm ông Phúc là chủ nhiệm bộ môn Năng lượng gốc. Nhưng đến ngày 5 tháng 9 năm 2020 thì Trung tâm đã ra quyết định giải thể bộ môn này và tuyên bố mọi hoạt động của ông Phúc hoàn toàn không liên quan đến trung tâm.
Tháng 12 năm 2020, nhóm ông Phúc tiếp tục liên kết với Viện Nghiên cứu Phát triển Y dược cổ truyền Việt Nam quyết định thành lập Trung tâm Nghiên cứu phát triển các phương pháp chữa bệnh chuyên biệt để nghiên cứu và thực hiện các đề tài khoa học về phương pháp năng lượng gốc của Viện. Trung tâm đã tổ chức dạy lớp 4 tại thành phố Hà Nội và ra mắt Ban Giảng huấn Năng lượng gốc tại Việt Nam. Nhưng đến tháng 5 năm 2021 thì đã dừng việc nghiên cứu bộ môn này.
Sau một thời gian truyền bá phương pháp năng lượng gốc ở Việt Nam thì nhóm ông Lê Văn Phúc đã biên tập sách Tế bào gốc – Vị y sĩ đại tài của chính bạn do Nhà xuất bản Thế giới ấn hành. Tuy nhiên nhà xuất bản này sao đó đã dừng cấp phép vĩnh viễn đối với cuốn sách từ ngày 24 tháng 9 năm 2021.

## Học thuyết
Tổ chức này cho rằng Lê Văn Phúc, người thành lập tổ chức, là người được lựa chọn kết nối nguồn năng lượng gốc ngoài vũ trụ, đưa các nguồn năng lượng gốc ngoài không gian vào cơ thể, nâng cấp tần suất hoạt động của não bộ, kích hoạt các tế bào gốc, giúp thể chất và tinh thần hoàn thiện. Trong các buổi giảng về năng lượng gốc, ông Phúc đề cập nhiều nội dung liên quan tâm linh, tín ngưỡng, quan niệm thế giới vô hình song hành với cuộc sống của mỗi con người. Ông Phúc chia môn Năng lượng gốc có 5 cấp học, gồm:
- Lớp 1: kích thích tế bào gốc, phục hồi sức khỏe, hỗ trợ chữa lành cho chính mình.
- Lớp 2: nâng cao tần số năng lượng hỗ trợ chữa lành cho mình hoặc người khác và nâng cao giá trị gia đình.
- Lớp 3: ngoài hỗ trợ chữa lành còn giúp cơ thể trở về thời kỳ thanh xuân, làm đẹp, tăng chiều cao,...
- Lớp 4: phần nâng cấp đặc biệt để học viên hiểu hết về các quy luật cuộc sống.
- Lớp 5: phần năng cấp rất đặc biệt giúp sống lâu, khỏe và trẻ đẹp.

Ngoài 5 cấp học trên còn có những lớp học chuyên biệt khác như: sinh con khỏe mạnh, không có dị tật bẩm sinh, thông minh; phương pháp đặc biệt cho những cặp vợ chồng hiếm muộn,...
Trong các buổi giảng, ông Lê Văn Phúc giải thích rằng muốn nhận năng lượng gốc từ ngoài không gian thì não bộ phải được kích hoạt để tần số năng lượng của tế bào não cùng tần số năng lượng gốc: "tần số +1-1" – khái niệm dùng trong Năng lượng gốc chỉ trạng thái êm dịu tốt nhất cho tế bào hoạt động, khi con người có cảm xúc cân bằng không quá vui, quá buồn, không nóng giận, xúc động, lo âu, mà ở trạng thái nhẹ nhàng, thân thiện. Để có được điều này thì não bộ phải được ông Phúc kích hoạt hoặc giảng huấn viên thực hiện, tự học viên không kích hoạt được não bộ của mình.

## Tranh cãi

### Dấu hiệu vi phạm pháp luật Việt Nam
Sáng 30 tháng 6 năm 2023, tại họp báo về tình hình, kết quả công tác công an 6 tháng đầu năm 2023, đại tá Đinh Việt Dũng, phó cục trưởng Cục An ninh nội địa (Bộ Công an), đã thông tin về nhóm Năng lượng gốc có dấu hiệu lừa đảo, chiếm đoạt tài sản.

### Phương pháp chưa được kiểm chứng chữa COVID-19
Trong đại dịch COVID-19, Lê Văn Phúc cho rằng phương pháp năng lượng gốc có thể chữa nhiều bệnh trong đó cả COVID-19: "Nếu chúng ta có nhiều người học, mỗi gia đình có một người học tới lớp 3 sẽ giúp được cho những người trong gia đình mình. Nếu trường hợp COVID tấn công thì sẽ giảm ngay, chúng ta sẽ chặn ngay. Chú sẽ xin nền văn minh không gian hỗ trợ cho chú kỹ thuật để chúng ta cùng thực hiện dự án này''. Một số người cho rằng đây là phương pháp "phản khoa học".